# Hemimyzon megalopseos
Hemimyzon megalopseos är en fiskart som beskrevs av Li och Chen, 1985. Hemimyzon megalopseos ingår i släktet Hemimyzon och familjen grönlingsfiskar. Inga underarter finns listade i Catalogue of Life.